# Hilibi
Hilibi (Hillabi), pleme pravih Creek Indijanaca koje je živjelo u kraju gdje se spajaju Hillabee Creek i Bear Creek u okrugu Tallapoosa u Alabami. Swanton daje nazive 6 njihovih sela Anetechapko, Etcuseislaiga, Kitcopataki, Lanutciabala, Little Hilibi i Oktahasasi. Selo Hillabi 18. studenog 1813. napao je general Andrew Jackson sa svojom armijom, prilikom čega ih je 316 poginulo ili zarobljeno a Hillabi je razoren. Preživjeli su preseljeni na Indijanski teritorij (Oklahoma).

## Vanjske poveznice
- Muskogee Indian Tribe, History